# Vaugrigneuse
Vaugrigneuse é uma comuna francesa na região administrativa da Ilha-de-França, no departamento de Essonne. Estende-se por uma área de 6,06 km². Em 2010 a comuna tinha 1 351 habitantes (densidade: 222,9 hab./km²).